# Pseudodynerus migonei
Pseudodynerus migonei är en stekelart som först beskrevs av Berton 1926.  Pseudodynerus migonei ingår i släktet Pseudodynerus och familjen Eumenidae. Inga underarter finns listade i Catalogue of Life.